# Brougham Hall
Brougham Hall er et country house i landsbyen Brougham umiddelbart uden for Penrith, Cumbria, England.
Den ældste del af bygningen er porten, som stammer fra 1200-tallet, og herefter storsalen i tudorstil fra omkring 1480–1520. Vagtbygningen blev bygget af James Bird.
Det er en listed building af anden grad.